# Leo Lickes
Leonhard „Leo“ Wilhelm Lickes (* 2. August 1926 in Krefeld; † 9. Juni 1989 ebenda) war ein deutscher Leichtathlet.

## Sportliche Karriere
Leo Lickes begann als Turner beim TV St. Tönis. Als Leichtathlet war er beim VfL Marathon Krefeld, von 1947 bis 1949 bei Preussen Krefeld und ab 1950 beim CSV Marathon 1910 Krefeld. 
Bei den Deutschen Meisterschaften 1948 und 1949 siegte Lickes im 200-Meter-Lauf. 1952 belegte er den zweiten Platz. 1948 und 1949 gewann Lickes auch den Meistertitel mit der 4-mal-100-Meter-Staffel, 1951 und 1952 dann mit der 4-mal-400-Meter-Staffel.
Leo Lickes trat 1951 einmal im Nationaltrikot an. 1952 stand er im Olympiaaufgebot, musste aber wegen einer Verletzung passen.
Nach seiner Karriere war Leo Lickes als Fachmann für Marketing in der Textilbranche tätig.